# Ophelia Sarkissian
Ophelia Sarkissian, maggiormente nota come Madame Hydra o Viper II, è un personaggio dei fumetti, creato da Stan Lee (testi) e Jim Steranko (disegni) pubblicato dalla Marvel Comics. La sua prima apparizione avviene in Captain America (vol. 1) n. 110 (febbraio 1969).
Spietata supercriminale e terrorista nemica dei Vendicatori, degli X-Men e soprattutto di Capitan America e del Punitore, il suo nichilismo e la sua passione per il massacro le hanno spesso reso nemici anche altri criminali; le sue caratteristiche principali sono il colore verde di occhi, rossetto, abiti, gioielli e tinta dei capelli, e la vistosa cicatrice che le attraversava il lato destro del volto nei suoi primi anni di vita editoriale, in seguito rimossa.

## Biografia del personaggio

### Madame Hydra
Nata negli anni venti a Székesfehérvár, Ungheria Ophelia Sarkissian perde entrambi i genitori e la sorella da bambina e viene accolta, assieme ad altre 12 coetanee, in una struttura dell'HYDRA dove viene addestrata e cresciuta da Kraken, divenendo, nel giro di soli ventidue anni, la sua miglior studentessa. In seguito, in circostanze non specificate, diviene la pupilla dell'avventuriera Seraph e conosce Logan. Contemporaneamente riesce a salire sempre di più la scala gerarchica dell'HYDRA iniziando a scontrarsi con Capitan America e lo S.H.I.E.L.D. adottando il nome in codice di "Madame Hydra".
Nella sua prima apparizione, Madame Hydra tenta di contaminare le scorte d'acqua di New York, combatte Capitan America e riesce a far prigioniero sia lui che Rick Jones; dopodiché sconfigge i Vendicatori col gas nel tentativo di seppellirli vivi, ma viene ostacolata da Capitan America e, apparentemente, muore investita dall'esplosione dei missili che lei stessa aveva lanciato contro Rick Jones e il supersoldato sebbene in seguito si scopra che, all'ultimo momento, il "Fantasma dello Spazio" le si era sostituito e, dunque, essa sia sopravvissuta e si trovi in una località sconosciuta.

### Viper
A seguito dell'esperienza Ophelia recide i legami con l'HYDRA e aiuta il criminale Jordan Stryke a evadere, unicamente per poi ucciderlo e strappargli sia il nome in codice di "Viper" che il comando della Squadra dei Serpenti coi quali rapisce il presidente della Roxxon Hugh Jones per asservirlo alla "Corona del Serpente", affronta Nomad e Namor e diviene capo della malavita grazie alla sua spietatezza, al tradimento e all'astuzia. Impadronitasi dell'Helicarrier dello S.H.I.E.L.D. assieme a Boomerang e Silver Samurai per farlo schiantare sulla sede del Congresso, i suoi piani vengono ostacolati dall'Uomo Ragno, la Vedova Nera, Shang-Chi, e Nick Fury. Nel successivo tentativo di rapire Michael Kramer, un uomo affetto da una malattia mortale creata in laboratorio che essa intende diffondere sul territorio americano, Viper affronta la Donna Ragno convincendosi di essere sua madre Merriem Drew, creduta morta nel 1931 ed in realtà alleatasi con il demone Chthon in cambio di una innaturale longevità; la terrorista rivela infatti di essere stata una pedina di Chthon per 50 anni e salva la vita della Donna Ragno sconfiggendo il demone per poi catturarla con l'aiuto del Costrittore e torturarla al fine di scoprire se ciò che ipotizza sia vero o se la supereroina le stia in qualche modo facendo credere d'essere imparentata con lei: in tal modo emerge che è stato lo stesso Chthon a imprimere nella mente di Viper il falso ricordo di aver partorito Jessica come parte di un piano per mantenere le due donne asservite. Viper cattura in seguito Capitan America e pianifica di scatenare la sua nuova peste negli Stati Uniti.
Utilizzando Silver Samurai, Viper cerca di costringere il Team America a rubare un cristallo di cavorite, e si scontra con i Nuovi Mutanti. Durante uno dei suoi atti terroristici, cerca di prendere il controllo della Società dei Serpenti assieme a Slither, Bitis (Davis Lawfers), Cervone, Fer-De-Lance e Black Racer, Cobra e Biacco. Dopo aver cercato di avvelenare le scorte d'acqua di Washington con un agente mutageno rettile, la donna ha nuovamente uno scontro con Capitan America alla Casa Bianca. Nel frattempo tenta di assassinare il leader della Società dei Serpenti, Sidewinder, ma viene tradita da Cobra e arrestata. Successivamente liberata da Tyrannus, Viper lo tradisce e utilizza il suo agente mutageno su alcuni tossicodipendenti per combattere il Punitore dopodiché entra in conflitto con gli X-Men in due differenti occasioni, la prima quando tenta di assassinare Mariko Yashida per conto del suo alleato e presunto amante Silver Samurai e, la seconda quando riesce quasi ad uccidere Rogue e Tempesta.
Per un certo periodo ha una relazione con Teschio Rosso al fine di sfruttarne le risorse per finanziare massacri senza alcun apparente beneficio economico, inoltre istituisce una squadra di sosia (dette "Pit-Vipers"), una delle quali, la numero 12, agendo di propria iniziativa, inizia una relazione col Punitore durante una conferenza internazionale sul crimine a Las Vegas e passa informazioni allo S.H.I.E.L.D. rivelando il piano della vera Viper di rubare missili nucleari a Mosca. Scoperto tutto ciò, è Viper stessa a uccidere la sosia traditrice.

### Madripoor
Successivamente costringe col ricatto Wolverine a sposarla per rafforzare il suo impero del crimine a Madripoor e, nonostante fosse un matrimonio di convenienza, esige comunque di consumare l'unione. Nel momento in cui il suo corpo viene posseduto dallo spirito di Ogun e Wolverine la ferisce mortalmente nel tentativo di liberarla, Il mutante canadese la salva aiutandola a trovare assistenza medica e chiede in cambio il divorzio sebbene, più tardi, venga rivelato che Viper abbia nutrito realmente dei sentimenti per Wolverine.
Tempo dopo, la donna diviene membro della nuova incarnazione del Club Infernale e lavora con Courtney Ross, utilizzando per breve tempo il titolo di "Principessa guerriera bianca". Collabora in seguito con la Mano stringendo nuovamente i rapporti con Silver Samurai e riassumento per un po' il nome di "Madame Hydra"; contemporaneamente fortifica il suo regime dittatoriale a Madripoor usandone le risorse per sostenere le sue azioni terroristiche a livello mondiale attraverso l'HYDRA, ma viene poi scalzata da Tony Stark, nuovo direttore dello S.H.I.E.L.D., e da Tyger Tiger, che si insinua al potere al posto suo.

### Ritorno all'HYDRA
Successivamente all'ascesa e al declino di Osborn, Viper si ricongiunge al Barone von Strucker e al consiglio direttivo dell'HYDRA (Kraken, Madame Hydra VI, Hive e Gorgon) al fine di dare battaglia alle forze di Nick Fury e alla misteriosa organizzazione denominata Leviathan che la cattura per ottenere informazioni su un oggetto sottratto agli Yashida da lei e dalla nuova Madame Hydra, la quale la tradisce e la uccide consegnando quanto richiesto. Non molto tempo dopo, Hive la riporta tuttavia in vita in una nuova forma dotata di tentacoli ed essa riprende ufficialmente il nome "Madame Hydra"; con la morte di tutti gli altri capi dell'organizzazione terroristica e la fuga di Norman Osborn dal Raft in seguito al periodo della paura, la donna prende il comando dell'H.A.M.M.E.R. e ne sfrutta le risorse per ricostruire l'HYDRA divenendone la nuova leader e riacquisendo fattezze umane grazie a una tecnologia chirurgica sperimentale. In seguito rivela alla Donna Ragno e a Occhio di Falco di un furto ai danni di un deposito dello S.H.I.E.L.D. organizzato da Mister Negativo ma, mentre i Vendicatori se ne occupano, essa attacca un altro edificio dell'organizzazione spionistica liberando diversi prigionieri Skrull internativi dopo la fallimentare invasione segreta e conduce poi un attacco contro la Torre dei Vendicatori approfittando della loro assenza venendo però sconfitta da Angelo e la sua controparte giovane di una precedente linea temporale.
Nel momento in cui il dottor Cornelius mette una taglia sulla testa di Wolverine essa fa in modo di attirarlo a sé e tenta di farlo uccidere da Sabretooth, assuefatto al suo volere tramite droghe; il suo piano viene tuttavia ostacolato da Lady Deathstrike, che la costringe alla fuga. Tempo dopo accoglie Sin nella nuova HYDRA pur rimanendo scettica sui metodi usati da quest'ultima.

## Poteri e abilità
Viper non ha abilità sovrumane tuttavia possiede forza, velocità, riflessi, agilità, destrezza, coordinazione, equilibrio e resistenza degni di un'atleta olimpica, è un'eccellente schermitrice, una cecchina infallibile con armi di lunga gittata ed un'esperta nel combattimento corpo a corpo che si serve spesso di armi avvelenate (come frecce, fruste o coltelli) decorate con temi che richiamano i serpenti, nonché di zanne artificiali riempite di veleno, cui essa è immune. Solitamente porta con sé armi sperimentali quali: un anello che consente il teletrasporto, dei guanti dotati di artigli affilati come rasoi, pistole a raggi e simili. Inoltre è una brillante stratega, che combina la tattica con un'ampia esperienza di tecniche di combattimento ed oltre ad essere straordinariamente esperta nello spionaggio, i suoi maggiori punti di forza sono probabilmente la sua influenza, le immense risorse finanziarie a cui può attingere grazie alla sua posizione nel crimine organizzato e un'incredibile fortuna che le ha consentito di sfuggire alla morte in situazioni che sarebbero risultate fatali a molti altri. Spesso è stato lasciato a intendere che possegga una longevità soprannaturale.
Per un breve periodo, Chthon ha sostituito l'occhio destro di Viper con una sfera nera in grado di inviare le persone in una dimensione magica.

## Altre versioni

### L'era di Apocalisse
Nella distopica realtà de L'era di Apocalisse, Viper è la moglie di Silver Samurai, assieme al quale si fa strada dall'Isola del Giappone combattendo orde di "Infiniti dell'Apocalisse" e sacrifica tragicamente la propria vita per salvare il marito. Proprio a causa della sua morte, in seguito, Silver Samurai accetta l'offerta di Magneto di unirsi agli X-Men.

### Exiles
In una delle dimensioni alternative visitate dagli Exiles (Terra 1720), Madame Hydra (Susan Storm Richards) è la padrona del mondo, il suo amante è Wolverine e il loro migliore assassino Slaymaster. Prima che gli Exiles possano mettere in atto la loro punizione però, Madame Hydra e i suoi fedeli fuggono nell'omniverso in cerca di altri mondi da conquistare.

### Ultimate
Nell'universo Ultimate Viper compare, assieme all'HYDRA, quando attacca gli uffici di Tony Stark per impossessarsi dell'armatura di Iron Man ma viere sconfitta dal suddetto con l'aiuto di Spider-Man, e presa in custodia dallo S.H.I.E.L.D..

## Altri media

### Cinema

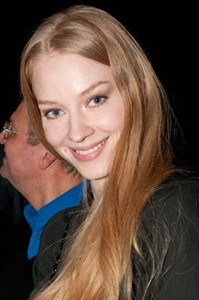
Svetlana Khodchenkova è Viper in Wolverine - L'immortale

Nella serie di film X-Men, Viper è interpretata da Svetlana Khodchenkova (ruolo per il quale era stata precedentemente presa in considerazione anche Jessica Biel che, però, ha rifiutato). Compare in:
- Ophelia Sarkissian, alias Viper, compare come antagonista secondaria nel film Wolverine - L'immortale (2013). Nel lungometraggio cinematografico il personaggio è una mutante in grado di produrre veleni e tossine e dotata di una costituzione fisica simile a quella di un rettile tale per cui è perfino in grado di fare la muta. Geniale scienziata, riesce a negare il fattore rigenerante di Wolverine attraverso un bio-robot impiantatogli nel corpo ed aiuta a costruire l'armatura del malvagio Silver Samurai. Viene uccisa dopo un duro scontro con Yukio.

### Televisione

Madame Hydra interpretata da Mallory Jansen nella serie televisiva Agents of S.H.I.E.L.D..

- Sandra Hess interpreta Viper nel film TV del 1998 Nick Fury (Nick Fury: Agent of S.H.I.E.L.D.). In tale versione tuttavia, essa è Andrea von Strucker, figlia del Barone Strucker e, nella versione in lingua italiana, è stata ribattezzata "La Vipera".
- Viper compare in un episodio della serie animata X-Men: Evolution in veste di capo dell'HYDRA rimanendo coinvolta nell'esplosione della sua stessa base ad opera di X-23. Non è chiaro se sia sopravvissuta o meno.
- Il personaggio compare in Avengers - I più potenti eroi della Terra[39]. Dapprima nemica dei Vendicatori dopo essere stata sostituita da uno Skrull stringe una breve alleanza con loro al fine di debellarne l'invasione.
- Viper compare nella serie animata Ultimate Spider-Man.
- Mallory Jansen interpreta Ophelia Sarkissian, alias Madame Hydra, nella serie televisiva del Marvel Cinematic Universe Agents of S.H.I.E.L.D., all'interno della realtà alternativa del Framework. In questa versione il Life Model Decoy Aida assume le sembianze di Madame Hydra ed è la direttrice dell'HYDRA, che governa la realtà alternativa.[40]

### Videogiochi
- Madame Hydra compare come avversaria nel videogioco Captain America: Il super soldato[41].
- Viper è uno dei boss del videogame online Marvel: Avengers Alliance.
- Viper è uno dei boss di Marvel: Avengers Alliance Tactics.
- Madame Hydra appare come avversaria nel videogioco Marvel Heroes.
- Viper è presente in LEGO Marvel Super Heroes[42] e in LEGO Marvel's Avengers.